# Laholm (stad)
Laholm is een plaats in de gelijknamige gemeente Laholm in Halland, Zweden. De stad heeft een inwoneraantal van 5835.
Laholm is een van de oudste steden van Zweden, en de oudste van de provincie Halland. Het eerste document waarin de stad genoemd wordt stamt uit de 13de eeuw.

## Verkeer en vervoer
Bij de plaats loopt de Riksväg 24. Zo'n 2,5 kilometer ten westen loopt de E6/E20.
De plaats heeft een station op de spoorlijn Göteborg - Malmö.
Ala · Allarp · Edenberga · Genevad · Hasslöv · Hishult · Knäred · Laholm · Lilla Tjärby · Mellbystrand · Ränneslöv · Skottorp · Skummeslövsstrand · Vallberga · Våxtorp · Veinge · Ysby